# Vicenza Calcio
A Vicenza Calcio olasz labdarúgócsapat Vicenza városában. 1902-ben alapították, 2014 óta a másodosztály tagja, az 1960-as, 70-es évek és az 1990-es évek nagy részét a Serie A-ban töltötte. Legnagyobb nemzetközi sikere az 1997/98-as szezonban elért Kupagyőztesek Európa Kupája elődöntője.